# Sutton Court
Sutton Court é uma casa inglesa renovada por Thomas Henry Wyatt na década de 1850 a partir de uma casa senhorial construída nos séculos XV e XVI, em redor de uma torre medieval e edifícios circundantes. A casa tem o Grau II* dos Listed building.
O solar fica situado em Stowey no vale Chew, numa área de Somerset actualmente parte de Bath and North East Somerset, perto da vila de Bishop Sutton. A casa fica no interior de uma grande propriedade, construída como quinta decorativa, parte da qual é a actual reserva natural Folly Farm.
Desde o início da Idade Moderna a casa tem sido a morada de várias famílias proeminentes incluindo a St Loes que casou com Bess of Hardwick. Viveram em Sutton Court e expandiram a propriedade na segunda metade do século XVI. Ao longo dos séculos XVIII e XIX, foi propriedade dos Baronetes de Strachey e dos seus descendentes até ser vendida em 1987 e convertida em apartamentos. Nos inícios de 1980, a casa serviu de local de filamgens para a série da BBC Look and Read, Dark Towers, uma série muito popular até hoje nas escola primárias.